# 어도비 익스프레스
어도비 익스프레스(Adobe Express, 구 명칭: 어도비 스파크, Adobe Spark, 이후 명칭: Creative Cloud Express)는 어도비 시스템즈에서 개발한 모바일 및 웹용 스토리텔링 응용프로그램의 통합 제품군이다. 스파크 페이지, 스파크 포스트, 스파크 비디오의 3가지 디자인 응용프로그램으로 구성되어 있다.

## 설명
새 서비스는 크리에이티브 클라우드의 일부이다. 콘텐츠는 자동으로 클라우드에 저장된다.